# Benedetto De Lisi (1898)
Benedetto De Lisi junior, o Delisi junior (Palermo, 17 aprile 1898 – Palermo, 28 aprile 1967), è stato uno scultore e artigiano italiano, nipote dell'omonimo scultore neoclassico.

## Biografia
Nacque da Rosalia Ballarianoda e Domenico De Lisi. Formatosi inizialmente nella bottega paterna, dopo un periodo di studi classici che interrompe, s'iscrisse all'Istituto di Belle Arti. Nel 1938 divenne prima assistente e dopo titolare della cattedra di scultura, carica che ricoprirà fino al 1960, quando fu nominato direttore del Regio Istituto.
Nell'immediato primo dopoguerra ottenne la possibilità di viaggiare per il Paese e in giro per l'Europa. Intorno al 1920 era stanziato nella capitale e frequentò l'atelier dello scultore Attilio Selva, uno dei più celebri del periodo per stile e forme, che ebbe su di lui una certa influenza.
Esordì coll'opera Chiome al sole alla biennale veneziana del 1924, oggi situata al giardino del Teatro Politeama a Palermo.
Ebbe numerosi incarichi durante il regime fascista, e partecipò a varie edizioni delle Biennali e Quadriennali, anche alle mostre Sindacato fascista degli artisti.

## Opere

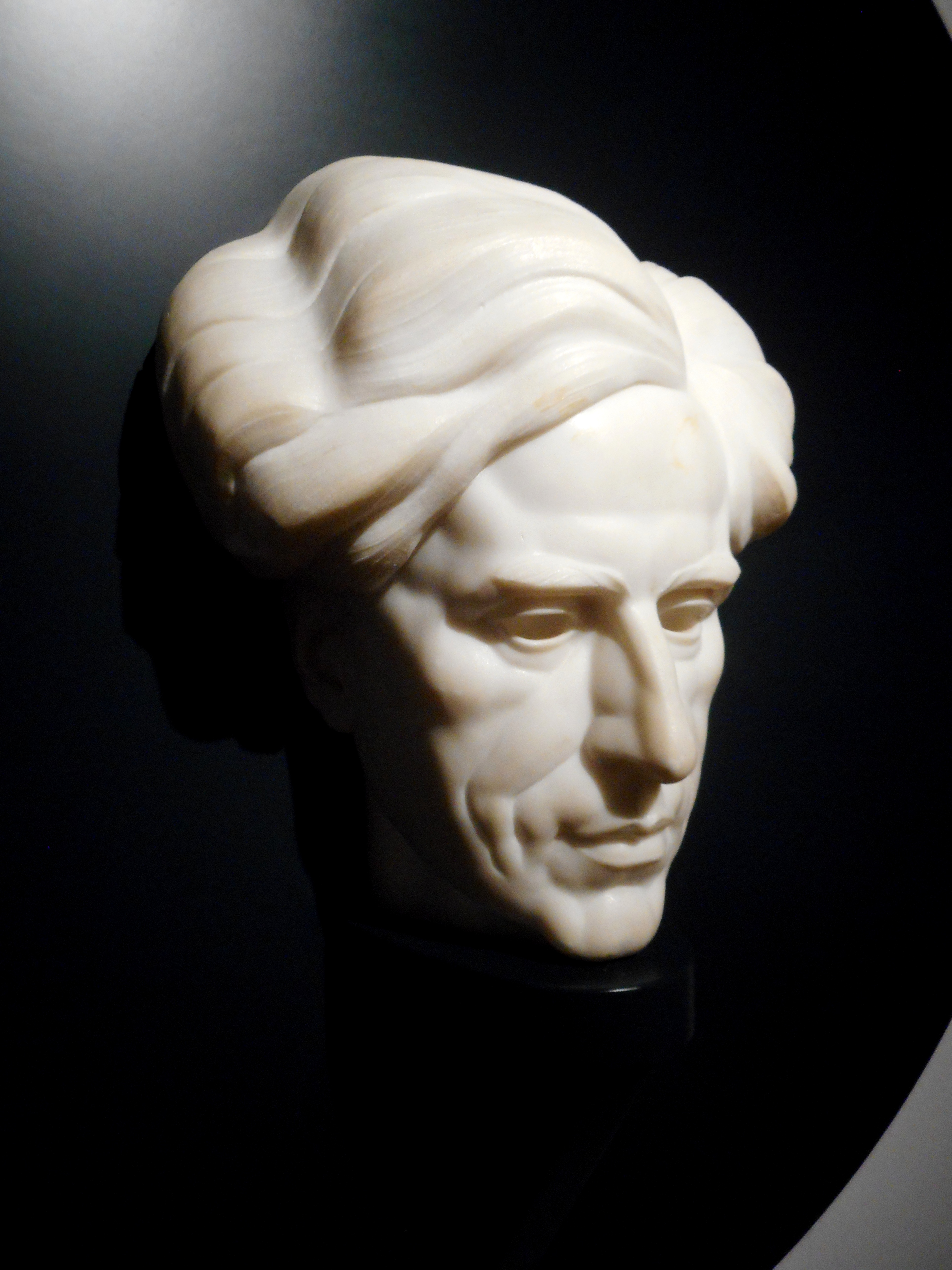
Ritratto di Gino Marinuzzi - Galleria Comunale d'Arte Moderna di Palermo

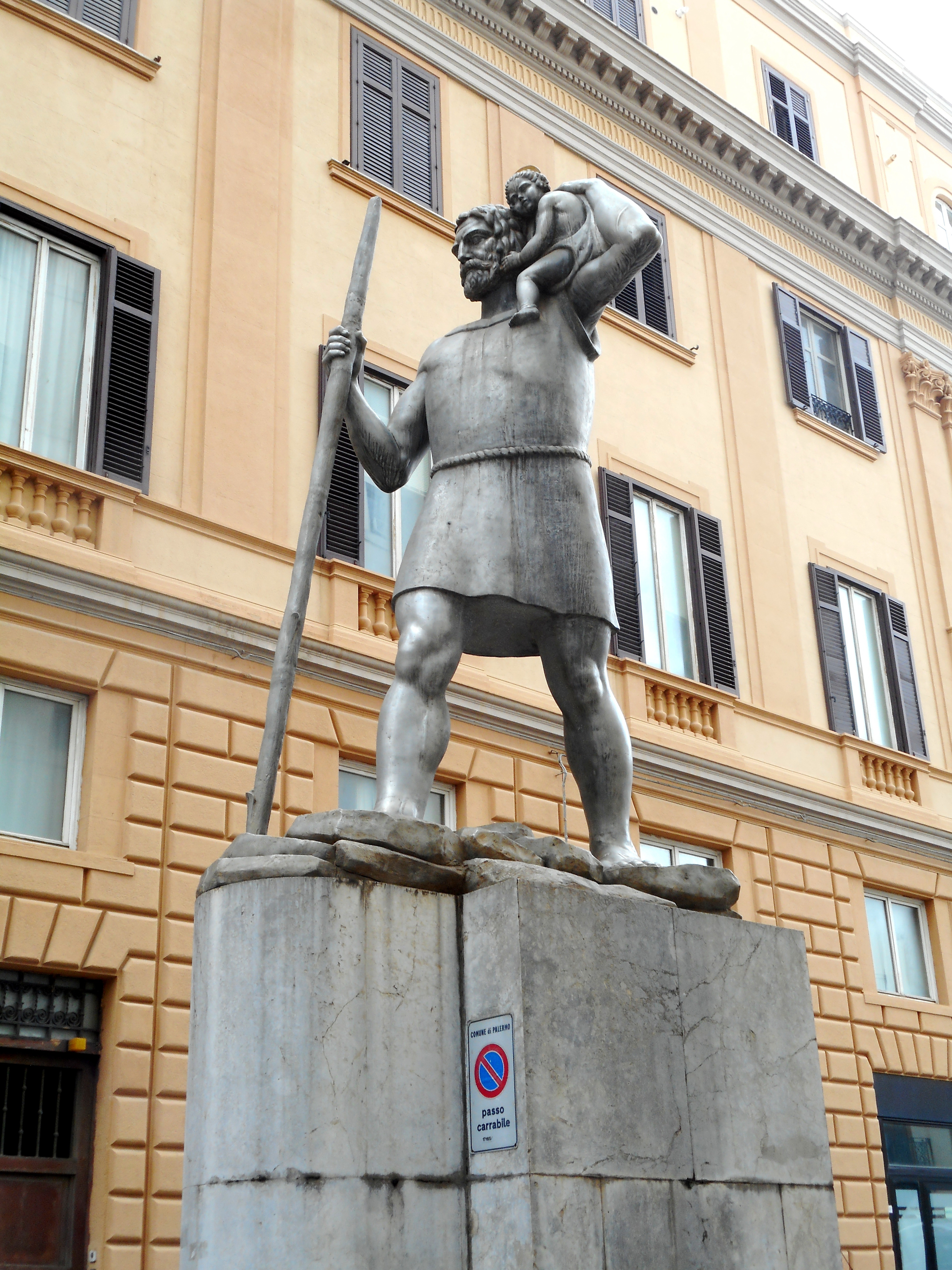
San Cristoforo - Palazzo delle Poste di Palermo

La sua prolifica opera fu esposta in innumerevoli esibizioni artistiche, commissioni pubbliche e attività manuali:
- Busto di Maria Guardione Graf (1928), presso l’Archivio storico comunale di Palermo
- Sensazioni (al Sindacato siciliano fascista degli artisti, 1929);
- Kostya Wassilensky (idem);
- Tempesta e Figura (idem);
- Busto di Alfonso Sansone (1934), nel chiostro di San Domenico a Palermo all'ingresso del Museo del Risorgimento di Palermo;
- Diana (alla seconda mostra del Sindacato nazionale fascista di belle arti di Napoli, 1937);
- Ritratto di Nella in terracotta (alla XI mostra d'arte del Sindacato interprovinciale fascista di belle arti a Palermo, 1942);
- Ritratto di Maria in terracotta (idem)
- Il pescatore in gesso (idem)
- Il lavoro in gesso (idem);
- Figura statua in bronzo alla Mostra degli artisti siciliani (Catania-Palermo, 1949);
- Ritratto di Gino Marinuzzi (1931), oggi alla Galleria d'Arte Moderna di Palermo;
- Le amiche gruppo in bronzo (1935), al giardino di Piazza Castelnuovo;
- Donne al sole (Quadriennale d'arte nazionale a Roma, 1939);
- Ritratto (idem)
- Sogno antico in bronzo (idem);
- Il pomo in pietra (XVIII Biennale di Venezia, 1932);
- Una nuotatrice in anticorodal (XIX Biennale di Venezia, 1934);
- Il pastore in bronzo (idem);
- Nudo (XX Biennale di Venezia, 1936);
- Santa Rosalia scultura esterna su Monte Pellegrino;
- allegorie della Scienza e dell'Ingegneria poste sulla facciata del Palazzo del Provveditorato alle opere pubbliche per la Sicilia;
- San Cristoforo (1934) a fianco del palazzo delle Poste;
- La tessitrice (1936) all'ingresso monumentale di via Roma;
- Busto di Vittorio Emanuele Orlando (1960) nell'atrio della Casa del Mutilato a Palermo;
- Santa Silvia (1967) al Foro Italico;
- allegoria del Lavoro del Palazzo della Civiltà Italiana a Roma;
- Ritratto di Giuseppe Mulè oggi alla Galleria d'Arte Moderna di Palermo;

### Famiglia
- Stefano De Lisi, zio
- Antonio Ugo, zio
- Giuseppe Vittorio Ugo, cugino

### Altre
- Adolfo Wildt
- Domenico Trentacoste
- Novecento (movimento artistico)
- Ritorno all'ordine